# 火炎
「火炎」（かえん、英文表記: FIRE）は、日本の兵庫県神戸市出身の4人組ロックバンド、女王蜂の楽曲。この楽曲は2019年に放映されたテレビアニメ『どろろ』の第1期オープニングテーマに起用され、2019年1月30日にソニーミュージックアソシエイテッドレコーズよりシングルリリースされた。

## 制作背景
楽曲の原型は作曲制作を主導するアヴちゃんが高校生年代だった当時には存在しており、音源化されずストックされていた。2018年に女王蜂がリリースしたシングル「催眠術」の次作として本作のリリースが構想されていた時期に「どろろ」への楽曲提供の話がバンドに持ちかけられた。この際にアヴちゃんは「火炎」の提供を即答したと公式サイトのダイアリーにて語っている。

## チャート成績
「火炎」はマキシシングル、音楽配信の形態で発売され、シングルは約4000枚の売り上げで各音楽配信チャートで22位に初登場した
。Billboard JAPANが発表したチャートでは「火炎」単曲がHot 100に24位、Hot Animationでは6位、Download Songsでは4位へチャートインを果した。

## 収録内容
| 全作詞・作曲: 薔薇園アヴ。 |                              |            |            |          |      |
| #                          | タイトル                     | 作詞       | 作曲・編曲 | 編曲     | 時間 |
| 1.                         | 「火炎」                     | 薔薇園アヴ | 薔薇園アヴ | 塚田耕司 | 3:36 |
| 2.                         | 「催眠術」(Acoustic version) | 薔薇園アヴ | 薔薇園アヴ |          | 3:14 |
| 3.                         | 「あややこやや」             | 薔薇園アヴ | 薔薇園アヴ |          | 3:36 |
| 4.                         | 「火炎」(anime size edit)    | 薔薇園アヴ | 薔薇園アヴ |          | 1:29 |
| 合計時間:                  | 合計時間:                    | 合計時間:  | 11:55      |          |      |

## カバー
- 燐舞曲 - 2023年11月9日にゲーム『D4DJ Groovy Mix』に追加収録[7]。